# 3858 Dorchester
A 3858 Dorchester (ideiglenes jelöléssel 1986 TG) egy marsközeli kisbolygó. Poul Jensen fedezte fel 1986. október 3-án.